# Индивидуальные человеко-машинные системы

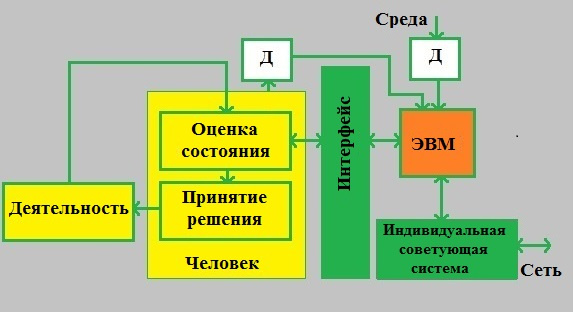
Структура индивидуальной человеко-машинной системы

Индивидуальные человеко-машинные системы (ИЧМС) — слабопредсказуемые системы, глубокое знание устройства не позволяет точно определить их функции, это сложные системы кибернетики.
Индивидуальная человеко-машинная система включает человека, индивидуальные технические средства, физическую и социальную среду, взаимодействующие для повышения качества жизни человека. Под качеством жизни понимается степень удовлетворенности человека своим физическим, психическим и социальным состоянием.
Индивидуальные человеко-машинные системы относят к гуманистическим системам, системам с участием человека, а именно к эргатическим (Эргатическая система), для получения продукта труда в виде информации.
Отличительной особенностью индивидуальной человеко-машинной системы является то, что деятельность человека в такой системе не регламентированная. Индивидуальные человеко-машинные системы классифицируют (по распределению функций, как и эргатические системы) на системы с инструментами, с репродуктивно-преобразующей машиной, с продуктивно-преобразующей машиной.
В индивидуальной человеко-машинной системе инструменты — это датчики, измеряющие параметры среды, уровень радиации, уровень освещенности, уровень шума, наличие вредных примесей в воде и воздухе, это технические средства контактного и бесконтактного контроля функционирования различных систем организма человека, это технические средства воздействия на организм для коррекции состояния.
С помощью инструментов человек точно и своевременно оценивает своё состояние и состояние среды для принятия решения, реализуемого через деятельность. Датчики (Д), которые наиболее часто использует человек это термометры, измерители атмосферного давления, менее часто — измерители уровня освещения, уровня ультрафиолетового излучения, дозиметры радиоактивного излучения. Приборы для индивидуального контроля состояния широко распространены. Например, измерители давления и пульса, шагомеры. Для контроля состояния человека используют индивидуальные комплексы на основе электрофизиологических измерений. Для коррекции состояния человека применяют приборы на основе динамической электронейростимуляции, устройства психоэмоциональной коррекции на основе световой стимуляции, свето-звуковой стимуляции — mindmachines. Индивидуальная человеко-машинная система с репродуктивно-преобразующей машиной содержит вычислительную машину с заданным алгоритмом функционирования. Эта вычислительная машина собирает данные с датчиков состояния человека и среды. Результаты оценки текущего и прогнозируемого состояния в необходимом объёме и виде предоставляются через интерфейс общения. Человек точно и своевременно оценивает своё состояние и состояние среды для принятия решения, реализуемого через деятельность. На сегодняшний день уже разработана и запатентована серия приборов, для индивидуальной профилактики нарушений жизненно важных функций человека. В приборах имеются датчики, воспринимающие физиологические показатели организма, центральная часть приборов — микропроцессор, оценивающий поступающую от организма информацию и дающий сигнал оповещения в случае выхода физиологических показателей за границу индивидуально установленной нормы.
Индивидуальная человеко-машинная система с продуктивно-преобразующей машиной использует машину для подготовки варианта решения, которое может быть реализовано через деятельность. Для формирования такого решения машина дополнительно оценивает деятельность человека через наблюдение и общение. Индивидуальная советующая система — дополнительное средство информационного взаимодействия человека с продуктивно-преобразующей машиной, взаимодействует через сеть с другими индивидуальными советующими системами.
Алгоритм машины не статический, а развивающийся в направлении получения эффективных решений. Возможно использование индивидуальных советующих систем, взаимодействующих через компьютерную сеть.
Системообразующим элементом индивидуальной человеко-машинной системы является непрерывный контроль двигательной активности человека. Измеряют текущую двигательную активность, сохраняют результаты, прогнозируют изменение на дни, месяцы, годы. Особенности изменения двигательной активности связаны с субъективной оценкой трудности деятельности. Субъективную оценку используют для настройки индивидуальной информационной базы данных.